# Tokaj vinregion
Tokaj vinområde (ungarsk: Tokaji borvidék slovakisk: Vinohradnícka oblasť Tokaj ) eller Tokaj-Hegyalja vinområde (kort Tokaj-Hegyalja eller Hegyalja) er et historisk vinområde beliggende i det nordøstlige Ungarn og det sydøstlige Slovakiet. Det er også en af de syv større vinregioner i Ungarn (ungarsk: Tokaji borrégió). Hegyalja betyder "foden" på ungarsk, og dette var regionens oprindelige navn.
Regionen består af 28 navngivne landsbyer og 11.149 hektar klassificerede vinmarker, hvoraf anslået 5.500 i øjeblikket er tilplantet. Tokaj er blevet erklæret som verdensarvssted i 2002 under navnet Tokaj Wine Region Historic Cultural Landscape. Dens berømmelse gik dog længe forud for denne sondring, fordi den er oprindelsen til Tokaji aszú-vinen, verdens ældste botrytiserede vin, vin påvirket af skimmelsvampen Botrytis cinerea.
På grund af Trianontraktaten hører en mindre del af det historiske vinområde nu til Slovakiet.

## Egenskaber
Nogle af de egenskaber, der gør Tokaj vinregionen unik, er:
- Jordbund og mikroklima: Tokaj-terroiret består af ler- eller løssjord på vulkansk undergrund. Mikroklimaet er bestemt af de solrige, sydvendte skråninger og nærheden af floderne Tisza og Bodrog, og er befordrende for spredningen af Botrytis (ædelråd) og den efterfølgende udtørring af druerne.
- Indfødte druesorter: Furmint og Hárslevelü er blevet dyrket i regionen i århundreder og er sammen med Yellow Muscat (ungarsk: Sárgamuskotály), Kabar, Kövérszőlő og Zéta, de eneste druesorter, der officielt er tilladt til brug i regionen.
- Kældre: Et stort system af kældre blev hugget ud af fast klippe mellem 1400 og 1600 e.Kr. De giver en konstant temperatur på 10-12 °C. Kældrene er dækket af en karakteristisk skimmelsvamp, som holder luftfugtigheden på 85-90%, hvilket er ideelt til lagring af Tokaji-vine.
- Appellationssystem: Et kongeligt dekret i 1757 etablerede et lukket produktionsdistrikt i Tokaj, verdens andet system for appellation (vinbetegnelse, det første var Chianti 1716). Klassificering af vingårde begyndte i 1730 og blev afsluttet ved de nationale folketællinger i 1765 og 1772.